# أحمد فريعة
أحمد فريعة (17 فبراير 1949 - ) هو سياسي تونسي.

## حياته ونشأته
ولد 17 فبراير 1949 بجرجيس، تونس، أكمل دراسته الابتدائية بجرجيس ودراسته الثانوية بالمعهد الفني بتونس وتعليمه العالي بكلية العلوم بتونس حيث تحصل سنة 1972 على الأستاذية في الرياضيات.
من حاصل على الدكتوراة من جامعة السوربون
وفي جامعة باريس أحرز على شهادة الدراسات المعمقة في التحليل العددي ثم على شهادة مهندس من المدرسة الوطنية للجسور والطرقات بباريس وعلى التبريز في الرياضيات من أكاديمية باريس وذلك سنة 1975 قبل أن يتحصل على دكتورا دولة للعلوم في جامعة باريس سنة 1979
لدى عودته إلى تونس انتدب بصفة أستاذ محاضر للهندسة المدنية بالمدرسة الوطنية للمهندسين بتونس ثم أستاذ تعليم عالي في نفس المؤسسة.
متزوج وأب لأربعة أطفال

## مسيرته
شغل من سنة 1980 إلى سنة 1985 خطة مدير لمصلحة الهندسة المدنية قبل أن يعين مديرا للمدرسة الوطنية للمهندسين بتونس ثم وزيرا للتجهيز والإسكان من سنة 1989 إلى سنة 1992 وانتخب منسقا للجنة العلمية الهندسية إلى غاية 1988 وشغل خطة عضو في اللجنة الوطنية للتحكم في التكنولوجيا ورئيس لجنة العلوم الصحيحة والطبيعية التابعة للجنة القومية لليونسكو وفي 30 ماي 1994 عين وزيرا للتربية والعلوم ثم سفيرا لتونس بروما في 25 ديسمبر 1995 وعين من سنة 1997 إلى 2002 وزيرا للمواصلات ثم وزيرا لتكنولوجيات الاتصال.
وقد تولى رئاسة المجلس البلدي بجرجيس خلال فترة 1985 ـ 1990 وانتخب نائبا عن دائرة مدنين في الانتخابات التشريعية لسنوات 1989 و1994 و1999
في 2011 شغل منصب وزير الداخلية التونسية لمدة أسبوعين وهو متحصل على الصنف الأكبر من وسام الجمهورية والصنف الأول من وسام 7 نوفمبر.